# Viviparus mamillatus
Viviparus mamillatus е вид охлюв от семейство Viviparidae.

## Разпространение и местообитание
Видът е разпространен в Албания, Гърция, Хърватия и Черна гора.
Обитава сладководни басейни и канали.